# Mediatonic
Mediatonic Limited es un desarrollador de videojuegos británico con sede en Londres. La compañía fue fundada en septiembre de 2005 por los estudiantes de Brunel University Dave Bailey y Paul Croft, lanzando su primer juego, Snowman Salvage en diciembre de ese año. Inicialmente un estudio de trabajo por contrato para juegos Flash, Mediatonic ha desarrollado juegos originales para otras plataformas, incluyendo Murder by Numbers y Fall Guys: Ultimate Knockout. A partir de junio de 2020, Mediatonic emplea a 230 personas en cuatro estudios y forma parte de Tonic Games Group, que es una subsidiaria de Epic Games desde marzo de 2021.

## Historia
Mediatonic fue fundada en septiembre de 2005 por los amigos Dave Bailey y Paul Croft, ambos de 21 años en ese momento, durante su último año en la Universidad de Brunel. Se decidieron por la apertura en una conversación de borrachos en el bar del sindicato de estudiantes de la universidad. Con una oficina cerca del campus, establecieron la empresa como un estudio de trabajo por contrato para crear juegos Flash y, a veces, se saltaban conferencias para aceptar llamadas de clientes. Snowman Salvage, un juego que formaba parte de la disertación de Croft, fue el primer lanzamiento de Mediatonic en diciembre de 2005.
PopCap Games, Big Fish Games y PlayFirst fueron los primeros clientes de Mediatonic y, entre otros, Mediatonic produjo conversiones Flash de Bejeweled, Bookworm, Diner Dash y Poppit!. También creó Amateur Surgeon, un juego original, para Adult Swim Games. Mediatonic fue lo suficientemente rentable en su primer año que, luego de la graduación de Bailey y Croft, el estudio se mudó a un antiguo edificio gubernamental en Westminster en febrero de 2006 y contrató a diez empleados. Otros juegos tempranos de Mediatonic incluyeron Meowcenaries, Gigolo Assassin, Must Eat Birds y Monsters (Probably) Stole My Princess. Habiendo llegado a 25 empleados, Mediatonic se mudó a nuevas oficinas cerca de Covent Garden en febrero de 2008.
En julio de 2009, Mediatonic abrió un estudio en Brighton para actuar como una agencia de medios digitales, más tarde se convirtió en una empresa llamada Graphite. Mediatonic recibió financiación de los empresarios Kelly Sumner, Ian Livingstone y Geoff Heath en abril de 2010, y de Frog Capital en enero de 2012. Pete Hickman, ex productor ejecutivo de Eidos Interactive, se unió a Mediatonic como jefe de producción en julio de 2011. Planeando duplicar su plantilla de 50 personas, Mediatonic trasladó su sede de Londres a Soho en mayo de 2012. Mediatonic abrió un estudio de desarrollo en Brighton en octubre. Según Bailey, Mediatonic comenzó a dar el mismo peso a los juegos originales y los proyectos de trabajo por contrato y, como resultado, la empresa creció. Más tarde se expandió a la publicación, abriendo The Irregular Corporation como una empresa hermana en diciembre de 2015.
Mediatonic se mudó a Shell Mex House, Londres, en abril de 2017. En julio, se estableció un equipo de cinco personas en un espacio de coworking en Madrid, y se expandió a una oficina propiamente dicha en julio de 2019. Un estudio de desarrollo hermano, Fortitude Games, se estableció en Guildford en 2018. Frog Capital vendió su participación en Mediatonic a Synova Capital, obteniendo un retorno de su inversión de 7.4 veces. En febrero de 2020 se anunció un cuarto estudio para Mediatonic en Leamington Spa. También a principios de 2020, Mediatonic estableció su sede en una oficina sobre la estación London Victoria, aunque no se utilizó en gran medida debido a la pandemia de COVID-19, lo que provocó que la empresa obligara a los empleados a trabajar desde casa. Bailey y Croft establecieron Tonic Games Group como una empresa matriz para Mediatonic, The Irregular Corporation y Fortitude Games, trasladando a 35 empleados a Tonic Games Group, mientras que Mediatonic tenía una plantilla de 230. El 2 de marzo de 2021, Epic Games anunció que había adquirido Tonic Games Group, incluido Mediatonic.

## Videojuegos
| Year | Title                                              | Publisher                 | Platform(s)                                                        |
| ---- | -------------------------------------------------- | ------------------------- | ------------------------------------------------------------------ |
| 2005 | Snowman Salvage                                    | Shockwave                 | Web                                                                |
| 2005 | Beetle Bomp                                        | iWin                      | Web                                                                |
| 2006 | Air Control                                        | Lufthansa                 | Web                                                                |
| 2007 | Lego Pirates: Quest for Brickbeard's Bounty        | The Lego Group            | Web                                                                |
| 2007 | Operation Challenge                                | Pogo.com                  | Web                                                                |
| 2007 | Mystery Case Files: Millionheir                    | Nintendo                  | Web                                                                |
| 2007 | PlaySega Blackjack                                 | Sega                      | Web                                                                |
| 2007 | Mah Jong Amazon Adventure                          | Sega                      | Web                                                                |
| 2007 | Brain Assist!                                      | Sega                      | Web                                                                |
| 2007 | Letter Linker                                      | Sega                      | Web                                                                |
| 2007 | Addiction Solitaire                                | Shockwave                 | Web                                                                |
| 2007 | Tequila Trouble                                    | William Grant & Sons      | Web                                                                |
| 2007 | Mole Hunt                                          | Pogo.com                  | Web                                                                |
| 2007 | Homerun Hero                                       | Shockwave                 | Web                                                                |
| 2007 | Horizon                                            | AstraZeneca               | Web                                                                |
| 2007 | SiteAdvisor Challenge                              | McAfee                    | Web                                                                |
| 2007 | Diamond Detective                                  | Gamehouse                 | Web                                                                |
| 2007 | Battleships!                                       | Sega                      | Web                                                                |
| 2007 | Meat Match                                         | Boonty                    | Web                                                                |
| 2007 | Bubble Bubble                                      | Sega                      | Web                                                                |
| 2007 | Super Collapse!                                    | Gamehouse                 | Web                                                                |
| 2007 | Little Shop of Treasures                           | Gamehouse                 | Web                                                                |
| 2008 | Turbo Solitaire                                    | Sega                      | Web                                                                |
| 2008 | Text Twist                                         | Sega                      | Web                                                                |
| 2008 | Sudoku                                             | Sega                      | Web                                                                |
| 2008 | Greedy Gang                                        | Mediatonic                | Web                                                                |
| 2008 | Portal Peril                                       | Nickelodeon               | Web                                                                |
| 2008 | Penguin Panic                                      | Mediatonic                | Web                                                                |
| 2008 | Word Whomp Mini                                    | Pogo.com                  | Web                                                                |
| 2008 | Poppit! Mini Stressbuster                          | Pogo.com                  | Web                                                                |
| 2008 | Poppit! Stressbuster                               | Pogo.com                  | Web                                                                |
| 2008 | Bookworm                                           | PopCap Games              | Web                                                                |
| 2008 | Bejeweled 2                                        | PopCap Games              | Web                                                                |
| 2008 | Diner Dash                                         | PlayFirst                 | Web                                                                |
| 2008 | Bejeweled 2                                        | PopCap Games              | Web                                                                |
| 2008 | Inca Quest                                         | iWin                      | Web                                                                |
| 2008 | Talismania                                         | PopCap Games              | Web                                                                |
| 2008 | Manor Mystery                                      | Boonty                    | Web                                                                |
| 2008 | Gigolo Assassin                                    | Adult Swim                | Web                                                                |
| 2008 | Aquatic Word Burst                                 | Sega                      | Web                                                                |
| 2008 | Ice Shuffle                                        | Sega                      | Web                                                                |
| 2008 | Greek Island Solitaire                             | Sega                      | Web                                                                |
| 2008 | Beijing 2008, High Dive                            | Sega                      | Web                                                                |
| 2008 | Beijing 2008, Archery                              | Sega                      | Web                                                                |
| 2008 | Beijing 2008, Weightlifting                        | Sega                      | Web                                                                |
| 2008 | Hidden Expedition Titanic                          | Big Fish Games            | Web                                                                |
| 2008 | Bureaucracy Buster                                 | AstraZeneca               | Web                                                                |
| 2008 | Amateur Surgeon                                    | Adult Swim                | Web, iOS                                                           |
| 2008 | Trivial Pursuit Quiz                               | Electronic Arts           | Web                                                                |
| 2008 | Crestor Challenge                                  | Astrazeneca               | Web                                                                |
| 2008 | Travelogue 360 Rome                                | Big Fish Games            | Web                                                                |
| 2008 | Azada                                              | Big Fish Games            | Web                                                                |
| 2008 | Sonic at the Olympic Games                         | Sega                      | Web                                                                |
| 2008 | Music, Melodies and Rockstars                      | Sega                      | Web                                                                |
| 2008 | The Quiz of Culinary Delights                      | Sega                      | Web                                                                |
| 2008 | Back to the 80s Quiz                               | Sega                      | Web                                                                |
| 2008 | Hollywood Adventure Quiz                           | Sega                      | Web                                                                |
| 2008 | Three Reel Slots                                   | Sega                      | Web                                                                |
| 2008 | Columns                                            | Sega                      | Web                                                                |
| 2008 | Sega Pool                                          | Sega                      | Web                                                                |
| 2009 | Commanders                                         | Sierra Entertainment      | Web                                                                |
| 2009 | Diego's Underwater Adventures                      | Nickelodeon               | Web                                                                |
| 2009 | Dr. Kawashima's Brain Training 2                   | Namco Bandai Games        | Feature Phones                                                     |
| 2009 | Dr. Kawashima's Brain Exercise, Line Up            | Namco Bandai Games        | Web                                                                |
| 2009 | Dr. Kawashima's Brain Exercise, Reverse Dice       | Namco Bandai Games        | Web                                                                |
| 2009 | Dr. Kawashima's Brain Exercise, Follow the Pencil  | Namco Bandai Games        | Web                                                                |
| 2009 | Dr. Kawashima's Brain Exercise, Predominant Number | Namco Bandai Games        | Web                                                                |
| 2009 | Hidden Expedition Titanic                          | Big Fish Games            | Web                                                                |
| 2009 | Hidden Expedition Titanic MSN Search Special       | Big Fish Games            | Web                                                                |
| 2009 | Hidden Expedition Everest MSN Search Special       | Big Fish Games            | Web                                                                |
| 2009 | Hidden Expedition Everest                          | Big Fish Games            | Web                                                                |
| 2009 | Travelogue 360 London                              | Big Fish Games            | Web                                                                |
| 2009 | Travelogue 360 Paris                               | Big Fish Games            | Web                                                                |
| 2009 | Amateur Surgeon Christmas                          | Adult Swim                | Web, iOS                                                           |
| 2009 | Fast & Furious                                     | Sierra Entertainment      | Facebook, Myspace                                                  |
| 2009 | SpongeBob SquarePants: Hooked on You               | Nickelodeon               | Web                                                                |
| 2009 | Sonic Level Creator                                | Sega                      | Web                                                                |
| 2009 | Steamweavers                                       | Mediatonic                | Myspace                                                            |
| 2009 | Toy Story: Woody's Great Escape                    | Pixar                     | Web                                                                |
| 2009 | Suite Life on Deck: Smoothie Service               | Disney                    | Web                                                                |
| 2009 | Kid Vs. Kat: Katapult Katastrophe                  | Disney                    | Web                                                                |
| 2009 | Biker Blast-Off!                                   | The Gadget Show           | iOS                                                                |
| 2009 | Meowcenaries                                       | Adult Swim                | Web, iOS                                                           |
| 2009 | Extreme Lawn Bowls                                 | Mediatonic                | Web                                                                |
| 2009 | Must.Eat.Birds                                     | Mediatonic                | iOS, Android                                                       |
| 2010 | Amateur Surgeon 2                                  | Adult Swim                | Web, iOS, Android                                                  |
| 2010 | Vancouver 2010, Slalom                             | Sega                      | Web                                                                |
| 2010 | Vancouver 2010, Ski Jump                           | Sega                      | Web                                                                |
| 2010 | Vancouver 2010, Speed Skating                      | Sega                      | Web                                                                |
| 2010 | Vancouver 2010, Snowboarding                       | Sega                      | Web                                                                |
| 2010 | Moshling Boshling                                  | Mind Candy                | Web                                                                |
| 2010 | Boom Bandits                                       | Spil Games                | Web                                                                |
| 2010 | Who's That Flying!?                                | Mediatonic                | iOS, Microsoft Windows, PlayStation Portable, PlayStation 3        |
| 2010 | Monsters (Probably) Stole My Princess              | Mediatonic                | PlayStation Portable, PlayStation 3, Xbox 360                      |
| 2010 | MicroGP                                            | Mediatonic                | Facebook                                                           |
| 2010 | Pirate King                                        | Mediatonic                | Facebook                                                           |
| 2010 | Ocean Snapper                                      | Mediatonic                | Myspace, Facebook                                                  |
| 2010 | Back to the Future: Blitz Through Time             | Telltale Games            | Facebook, Online                                                   |
| 2011 | 1000 Tiny Claws                                    | Mediatonic                | PlayStation Portable, PlayStation 3                                |
| 2011 | Amateur Ninja                                      | Adult Swim                | Web                                                                |
| 2011 | Thundercats: Tree of the Ancients                  | Warner Bros.              | Web                                                                |
| 2012 | Robot Unicorn Attack: Evolution                    | Adult Swim                | Facebook                                                           |
| 2012 | Amateur Surgeon Hospital                           | Adult Swim                | Facebook                                                           |
| 2012 | Superbia                                           | Disney                    | Web                                                                |
| 2013 | Moshi Monsters: Lost Islands                       | GREE                      | iOS                                                                |
| 2013 | Qwirkle                                            | Square Enix               | iOS, Android, Facebook                                             |
| 2013 | Foul Play                                          | Devolver Digital          | Xbox Live Arcade, Steam, PlayStation 4, PlayStation Vita           |
| 2013 | Amateur Surgeon 3: Tag Team Trauma                 | Adult Swim                | iOS, Android                                                       |
| 2014 | Delivery Outlaw                                    | Adult Swim                | iOS                                                                |
| 2014 | Secrets and Treasure                               | Microsoft Studios         | Windows 8                                                          |
| 2014 | Hatoful Boyfriend                                  | Devolver Digital          | Windows, OS X, Linux, PlayStation 4, PlayStation Vita              |
| 2014 | Heavenstrike Rivals                                | Square Enix               | Android, iOS, Microsoft Windows                                    |
| 2016 | Bounty Stars                                       | DeNA West                 | Android, iOS                                                       |
| 2016 | Fantastic Beasts: Cases from the Wizarding World   | WB Games                  | Android, iOS                                                       |
| 2017 | New Yahtzee with Buddies                           | Scopely                   | Android, iOS                                                       |
| 2018 | Fable Fortune                                      | Microsoft Studios         | Microsoft Windows, Xbox One                                        |
| 2019 | Gears Pop!                                         | Xbox Game Studios         | Android, iOS                                                       |
| 2020 | Murder by Numbers                                  | The Irregular Corporation | Nintendo Switch, Microsoft Windows                                 |
| 2020 | Fall Guys: Ultimate Knockout                       | Devolver Digital          | PlayStation 4, Microsoft Windows, (Nintendo Switch + Xbox en 2022) |